# Peetrimõisa (Viljandi)
Peetrimõisa (Duits: Petershof) is een plaats in de Estlandse gemeente Viljandi vald, provincie Viljandimaa. De plaats heeft de status van dorp (Estisch: küla).
Tot in 2013 lag het dorp in de gemeente Saarepeedi. In dat jaar ging Saarepeedi op in de gemeente Viljandi vald.

## Bevolking
Het dorp had 288 inwoners op 31 december 2011 en 259 inwoners op 31 december 2021.

## Geografie
Peetrimõisa ligt ten noordoosten van de stad Viljandi en grenst aan een stadswijk die ook Peetrimõisa heet. De Tugimaantee 51, de secundaire weg van Viljandi naar Põltsamaa, komt door Peetrimõisa. De Tugimaantee 50, de weg van Aindu naar Viljandi, loopt erlangs. De rivier Tänassilma stroomt door het dorp. Ten noordwesten van het dorp ligt het meer Karula järv (22,1 ha), genoemd naar de dichtstbijzijnde plaats Karula. Het meer en de oevers zijn een beschermd natuurgebied onder de naam Uue-Võidu maastikukaitseala (51,7 ha).

## Geschiedenis
Peetrimõisa werd voor het eerst vermeld in 1731 onder de naam Petermoise, een dorp op het landgoed Woidoma. Het centrum van dat landgoed is het huidige dorp Vana-Võidu. In 1782 werd Peetrimõisa genoemd als ‘Hoflage Peterhof’, een ‘semi-landgoed’ (Duits: Beigut, Estisch: poolmõis), een landgoed dat deel uitmaakt van een groter landgoed, in dit geval Woidoma. In 1822 werd Woidoma gesplitst in Alt-Woidoma en Neu-Woidoma (Estisch: Uue-Võidu). Peterhof ging mee naar Neu-Woidoma. Het dorp Uue-Võidu heet sinds 1939 Karula.
In de jaren dertig van de 20e eeuw ontstond een nederzetting op het terrein van het voormalige landgoed, die eerst Peetri heette, maar later, in elk geval na 1939, Peetrimõisa.
In het zuiden van Peetrimõisa liggen nog twee stallen en het bediendenverblijf van het landgoed Peetrimõisa, die op de monumentenlijst staan. In het noorden van het dorp ligt het landhuis Väikemõisa (Duits: Kleinhof). De relatie tussen de landgoederen Väikemõisa en Peetrimõisa is niet geheel duidelijk. Het landhuis is in 1902 gebouwd in jugendstil door de architect Rudolf von Engelhardt. Het was in het bezit van de familie von Helmersen, die ook Neu-Woidoma (Karula) bezat. In 1919 onteigende het onafhankelijk geworden Estland Karula, maar de familie mocht Väikemõisa houden. In 1939 moest de familie von Helmersen alsnog vertrekken als gevolg van het Molotov-Ribbentroppact. Na de Tweede Wereldoorlog werd het gebouw een weeshuis.

## Foto's

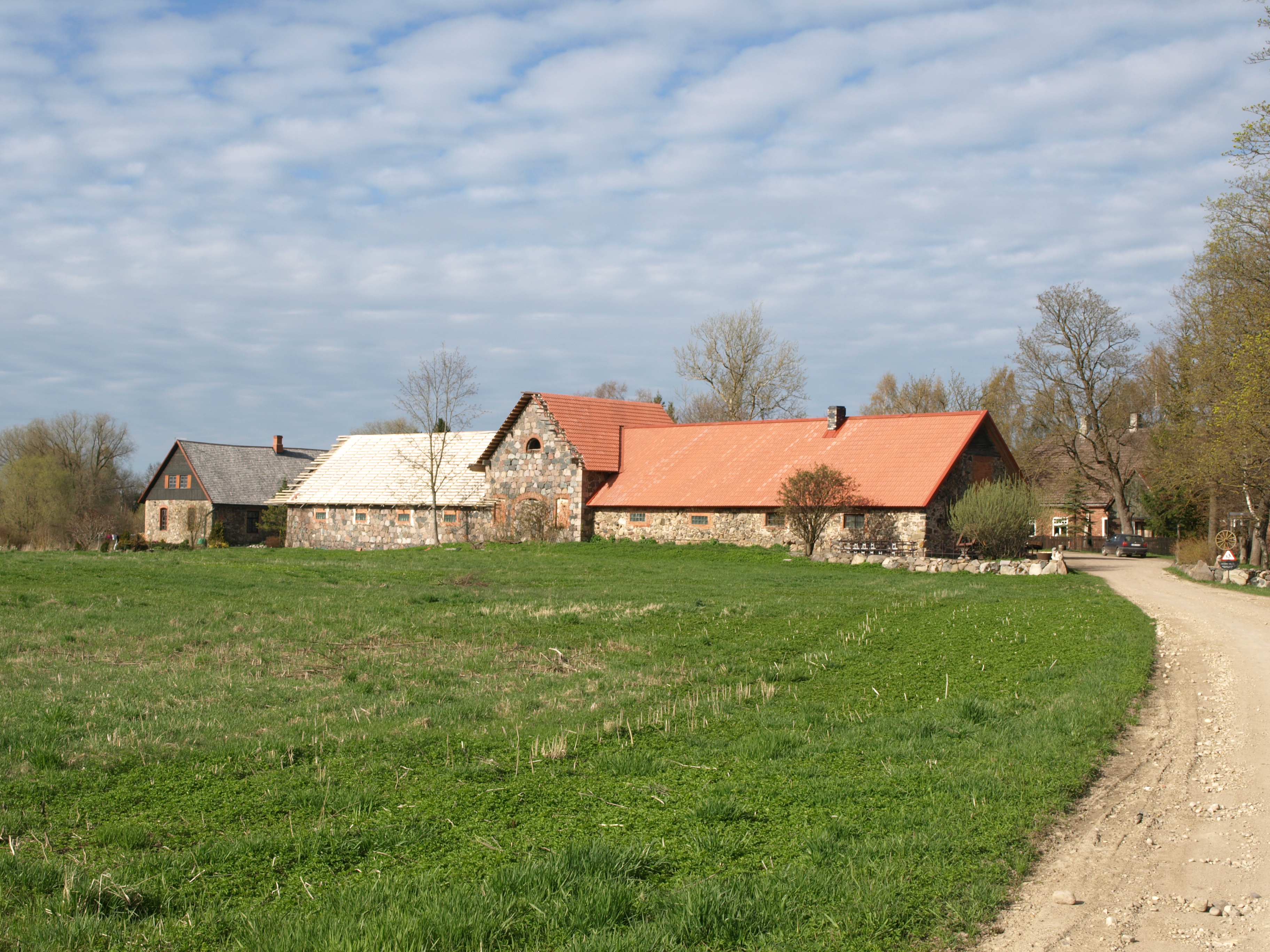
Stal van het voormalige landgoed Peetrimõisa
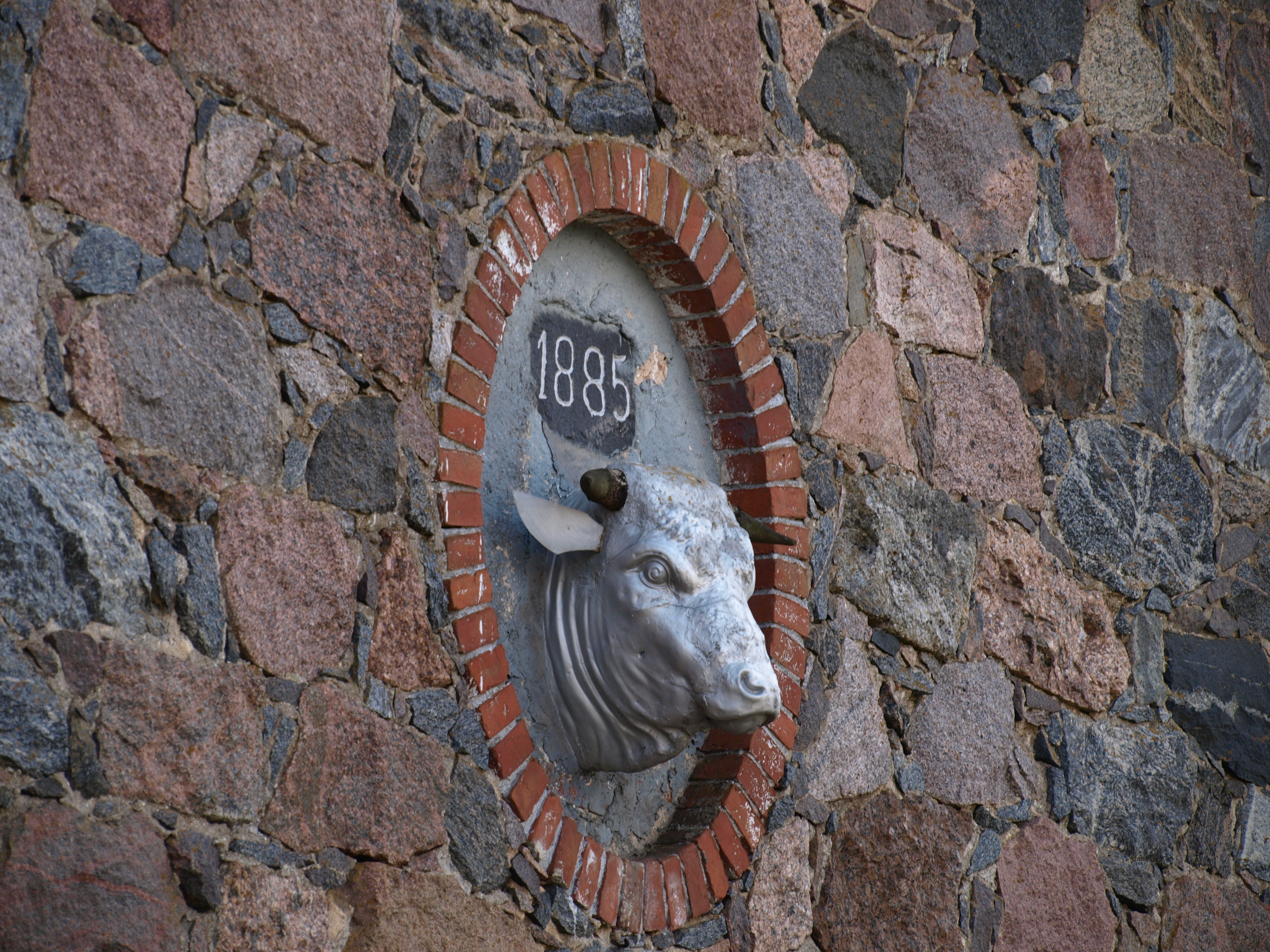
Decoratie aan de muur van de stal
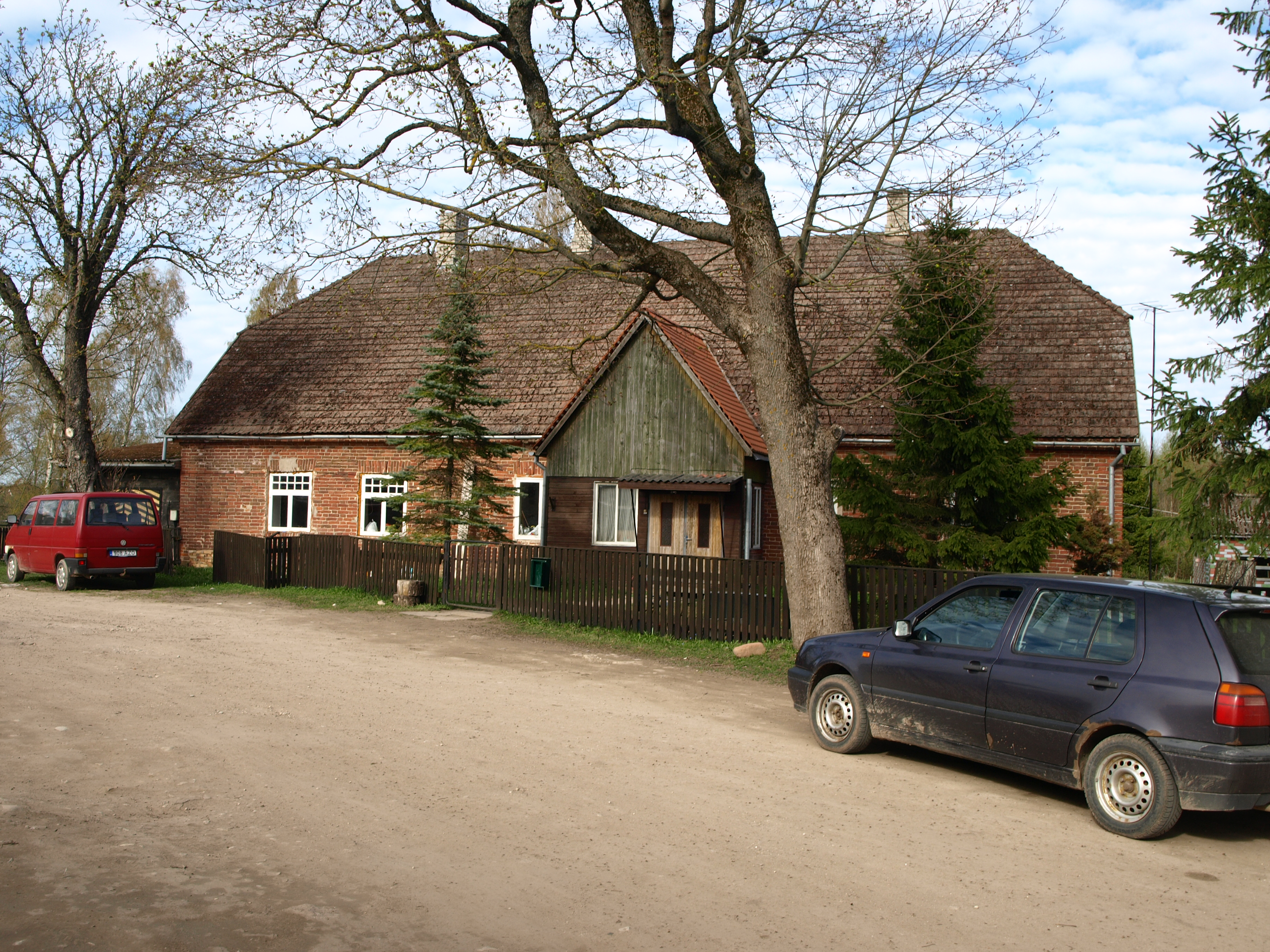
Het vroegere bediendenverblijf
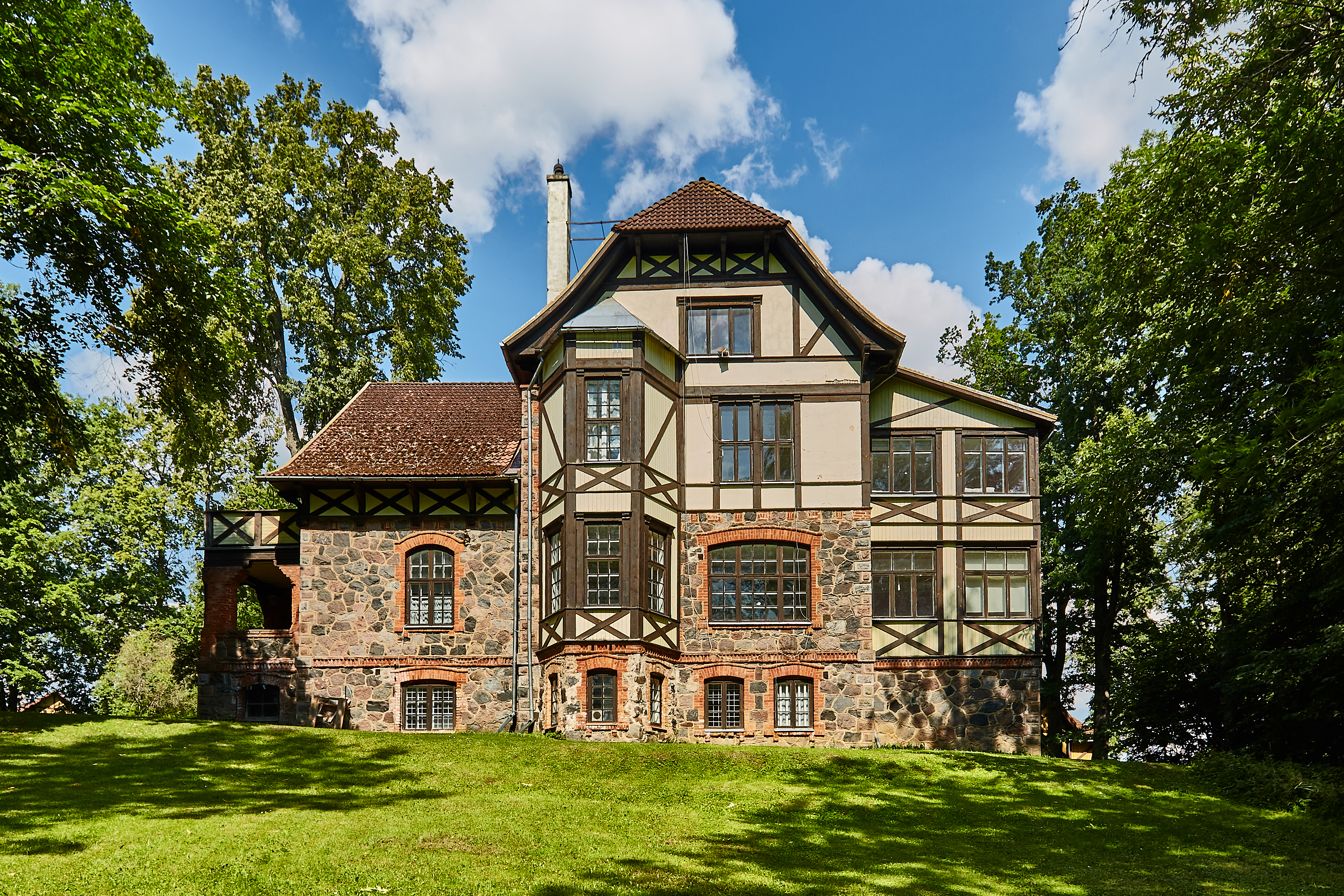
Landhuis Väikemõisa
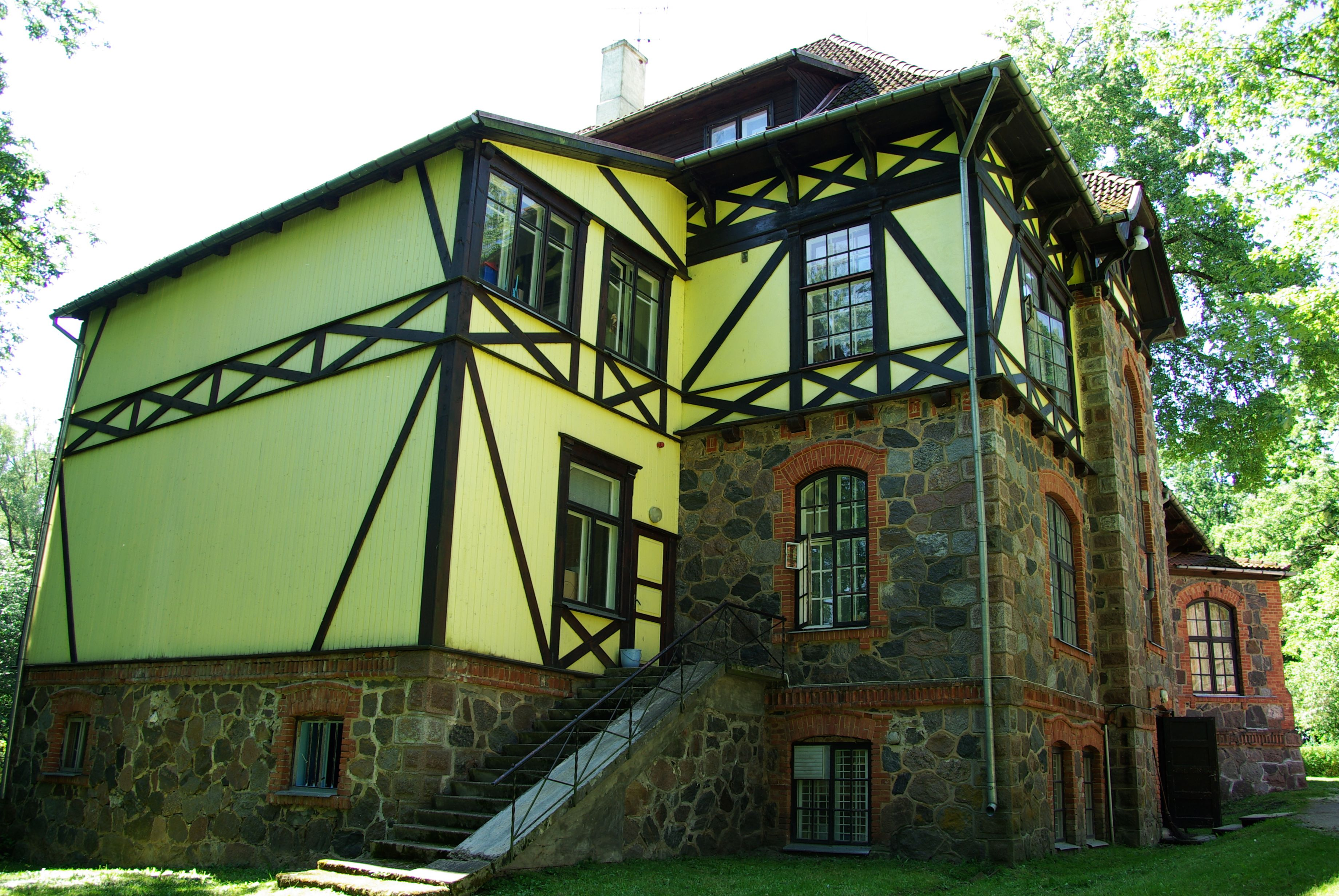
Zij-aanzicht